# Flanders Moraine
Die Flanders Moraine (englisch für Flandernmoräne) ist eine rund 3 km lange und 1 km breite Moräne an der Ingrid-Christensen-Küste des ostantarktischen Prinzessin-Elisabeth-Lands. Sie erstreckt sich in den Vestfoldbergen.
Das Antarctic Names Committee of Australia benannte sie am 3. Dezember 1984 deskriptiv. Mit ihren Presseishügeln, kleinen Seen und unter dem Eis verlaufenden Bächen erinnert sie an Schlachtfelder in Flandern während des Ersten Weltkriegs.